# Rowohlt Verlag

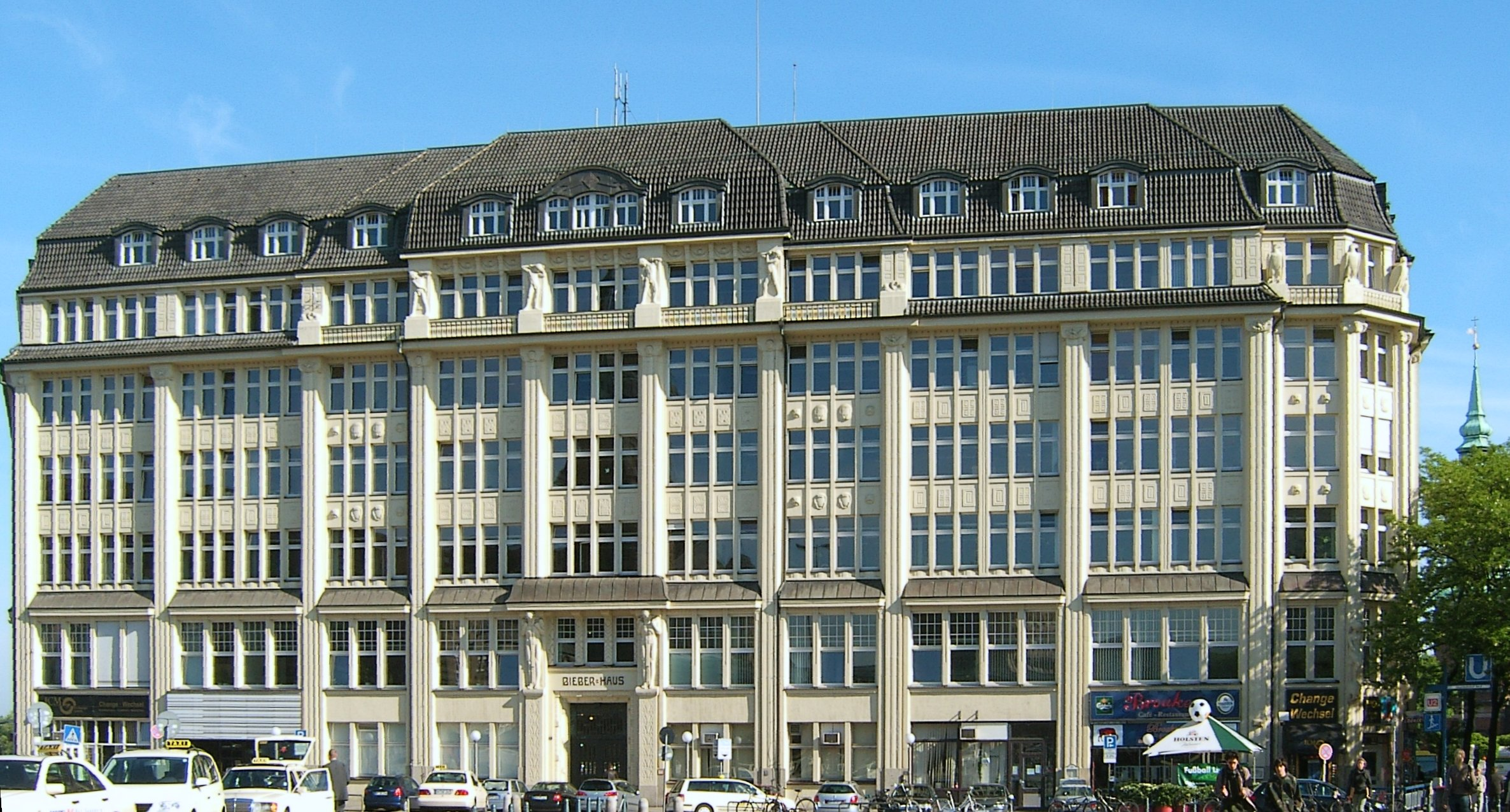
Sitz des Verlags im Bieberhaus, Hamburg, seit März 2019

Der Rowohlt Verlag wurde 1908 in Leipzig gegründet. Heute ist Rowohlt Teil einer Unternehmensgruppe von Buchverlagen in Hamburg (von 1960 bis März 2019 in Reinbek bei Hamburg) und in Berlin. Seit 1982 gehören die Rowohlt Verlage zur Verlagsgruppe Georg von Holtzbrinck.

## Geschichte

### Der erste Verlag: 1908–1913
Ernst Rowohlt gründete 1908 seinen Verlag, mit dem er in das Vorderhaus der berühmten Offizin Drugulin nach Leipzig zog. Das erste Buch, das er verlegte, war Lieder der Sommernächte seines Bremer Schulfreunds Gustav Edzard, doch es erwies sich als unverkäuflich. Sein stiller Teilhaber wurde Kurt Wolff, der nach persönlichen Auseinandersetzungen mit Rowohlt den Verlag 1912 übernahm und unter anderem die Rechte von Johannes R. Becher, Max Brod, Georg Heym und Franz Kafka erwarb. Frühe Autoren des Hauses waren Paul Scheerbart, Herbert Eulenberg oder Max Dauthendey.

### Der zweite Verlag: 1919–1943

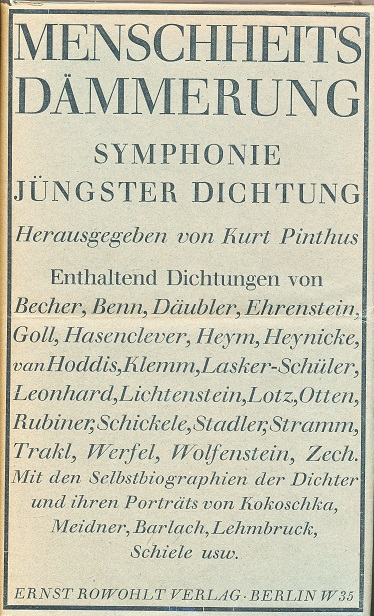
Menschheitsdämmerung (1920)

Nach Ende des Ersten Weltkrieges rief Rowohlt das Unternehmen am 1. Februar 1919 in Berlin erneut ins Leben. Lektoren wurden Paul Mayer und Franz Hessel. Mit Alfons Goldschmidts Moskau 1920, Heinrich Eduard Jacobs Der Tulpenfrevel und Kurt Pinthus’ Menschheitsdämmerung konnte das Haus 1920 erste Erfolge erzielen. Ein Jahr später wurde der erste Bestseller mit Carl Ludwig Schleichs Besonnte Vergangenheit. Lebenserinnerungen 1859–1919 verlegt, der bis 1966 eine Auflage von über 1 Million Exemplaren erreichte.
In den 1920er Jahren erschienen mehrbändige Ausgaben von Honoré de Balzac und Giacomo Casanova. Zum Erfolgsautor jener Jahre wurde Emil Ludwig. Die Wochenschrift Die literarische Welt (Hrsg. Willy Haas) konnte 1925 erstmals publiziert werden, und Joachim Ringelnatz ließ alle seine Gedicht- und Prosabände bis zu seinem Tod 1934 bei Rowohlt veröffentlichen. Langsam entdeckte der Verleger auch die Amerikaner für sein Haus und begann Bücher von Sinclair Lewis und Ernest Hemingway in sein Programm mit aufzunehmen. Weitere Autoren des Hauses waren Kurt Tucholsky, Robert Musil, Ernst von Salomon und Leo Slezak.
Die Passauer Straße 8/9 war von 1929 an die Adresse des Rowohlt Verlags, von 1935 an saß er in der benachbarten Eislebener Straße. 1931 geriet das Unternehmen in Schwierigkeiten und musste zu zwei Dritteln von Ullstein übernommen werden. Hans Falladas Kleiner Mann – was nun? verschaffte dem Verlag wieder wirtschaftlichen Aufschwung. Verfilmungen des Romans erfolgten in Deutschland und den USA.
Nach der Machtergreifung der Nationalsozialisten wurden 50 Prozent der Bücher des Hauses beschlagnahmt, verbrannt und verboten. Die Veröffentlichung des Werks Adalbert Stifter von Bruno Adler unter dem Pseudonym Urban Roedl führte 1938 zum Berufsverbot für Rowohlt, da ihm vorgeworfen wurde, jüdische Schriftsteller zu tarnen. Die Folge war im Februar 1939 die Emigration Rowohlts mit seiner Familie nach Brasilien.
Der Verlag wurde auf Veranlassung der Staatsmacht der Deutschen Verlags-Anstalt in Stuttgart als Tochterfirma angegliedert. 1943 kam es zur endgültigen Schließung des Betriebes.

### Dritte Verlagsgründung 1945

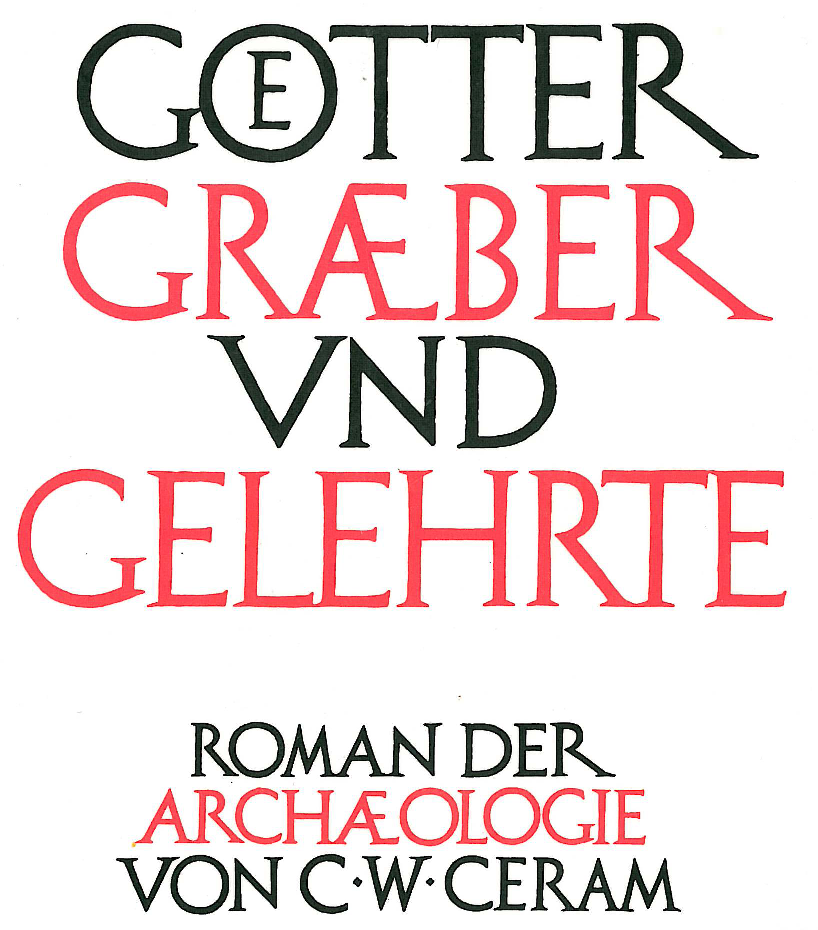
Buchumschlag des Bestsellers Götter, Gräber und Gelehrte (1949)

Am 9. November 1945 erhielt Heinrich Maria Ledig (der älteste Sohn Rowohlts) von den Amerikanern die Verlagslizenz für die Wiedereröffnung des Unternehmens. Diese erfolgte Am Hohengeren in Stuttgart.
In den ersten Jahren gab das Haus Werke von Kästner, Joachim Ringelnatz und Tucholsky heraus. Die Zeitschriften Pinguin und story (enthielt Texte ausländischer Erzähler) wurden gegründet. Durch die Zweigstelle in Baden-Baden, deren Leitung Kurt Kusenberg innehatte, konnten wichtige Kontakte zu französischen Schriftstellern wie Jean-Paul Sartre, Simone de Beauvoir, Albert Camus und Jacques Prévert geknüpft werden. Zu den jungen deutschen Dichtern des Verlages zählten Walter Jens, Arno Schmidt und Dieter Meichsner. Das Drama Draußen vor der Tür von Wolfgang Borchert erlangte 1947 großes Aufsehen und wurde an nahezu allen Studentenbühnen aufgeführt.
Einen außergewöhnlichen Erfolg erlangte 1949 C. W. Cerams (d. i. Kurt W. Marek) Buch Götter, Gräber und Gelehrte. Es wurde weltweit ein Bestseller. Am 23. Februar 1950 gab der Rowohlt Verlag bekannt, innerhalb von fünf Wochen rund 12.000 Exemplare zum Preis von je zwölf DM verkauft zu haben. Das Buch wurde zudem in 33 Sprachen übersetzt und bis heute ca. fünf Millionen Mal weltweit verkauft. Die Einbandgestaltung übernahm Werner Rebhuhn, der fortan für viele weitere Bücher des Verlags den Einband gestaltete.
Ein Jahr nach der Gründung des Unternehmens erhielt Ernst Rowohlt von den Engländern die Lizenz für einen Hamburger Verlag. 1950 siedelte die Redaktion aus Stuttgart schließlich vollständig nach Hamburg über. Ein Jahr später, 1951, erfolgte die Veröffentlichung des autobiografischen Romans Der Fragebogen von Ernst von Salomon, der ebenfalls zum Bestseller wurde.
Der Rowohlt Verlag war 1954 eines der Gründungsmitglieder der Serie „Die Bücher der 19“.
Im Jahr 1960 wurde der Firmensitz nach Reinbek verlegt. Der neu erbaute Gebäudekomplex des Verlags wurde von dem bekannten Architekten Fritz Trautwein geplant und 1970 durch einen Anbau erweitert. Die Gebäude stehen seit Ende 2003 unter Denkmalschutz.

Verlagssitz in Reinbek 1960 bis März 2019
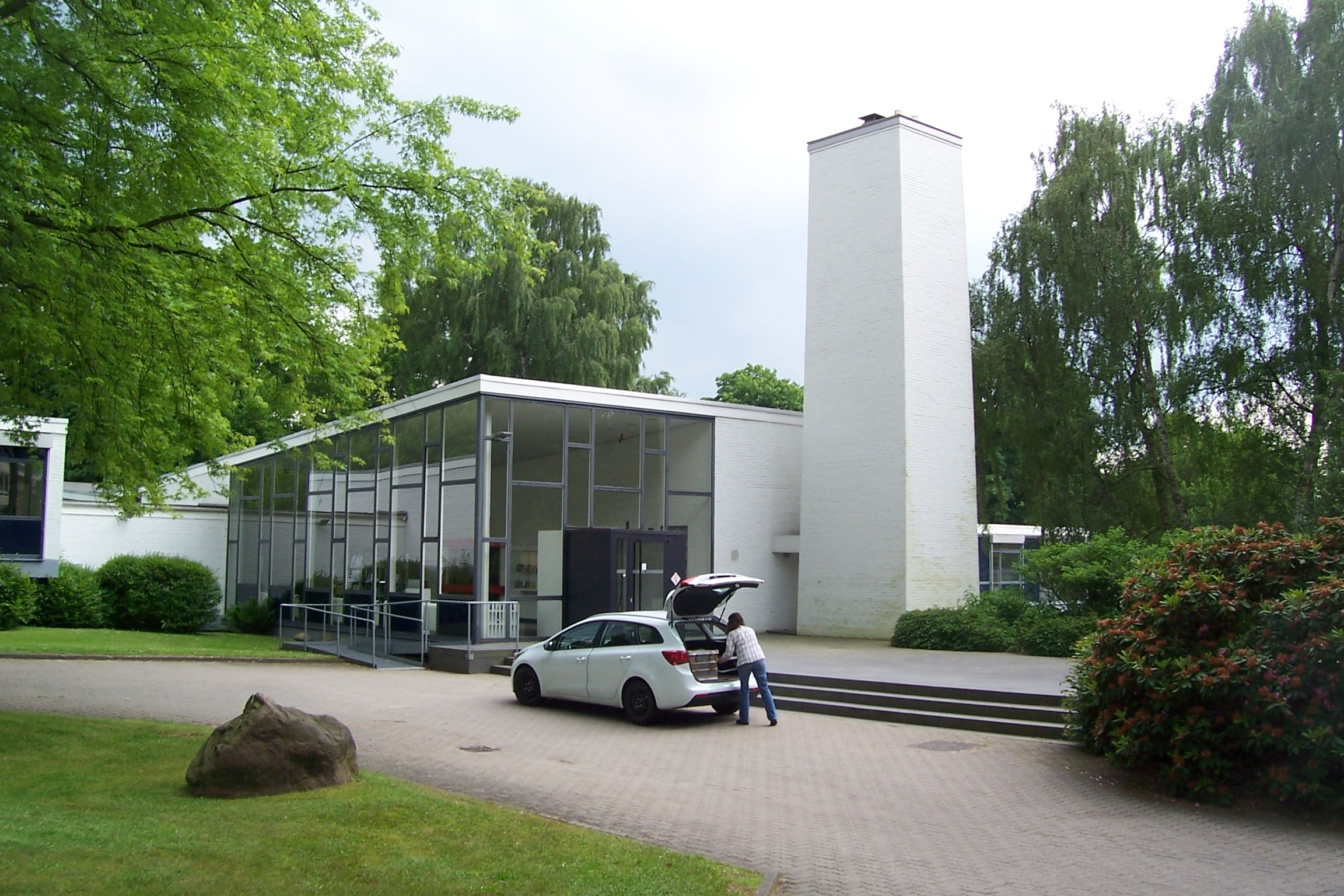
Der Haupteingang des Verlags in Reinbek an der Hamburger Straße 17
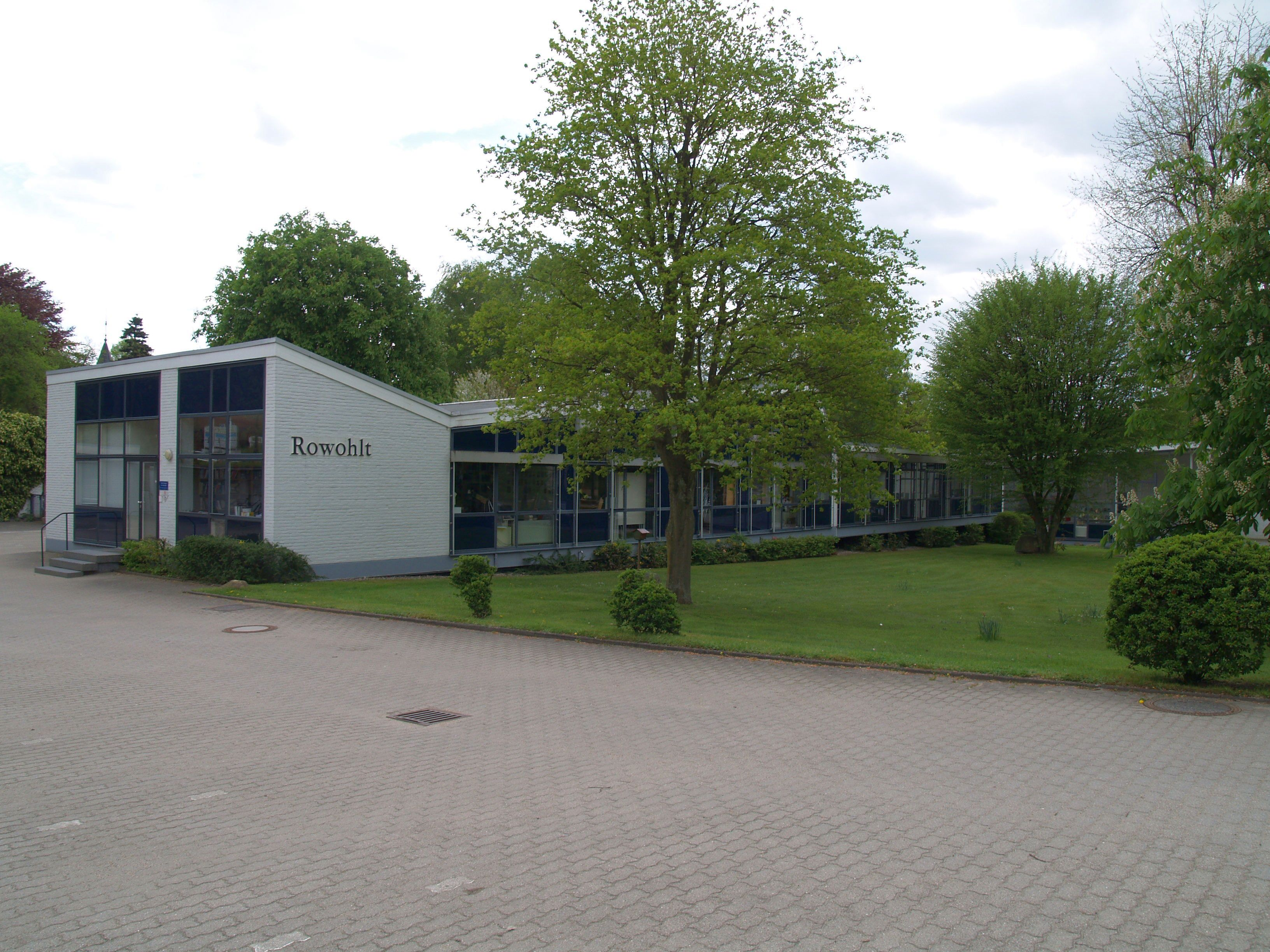
Vorderer Teil des Verlagsgebäudes in Reinbek
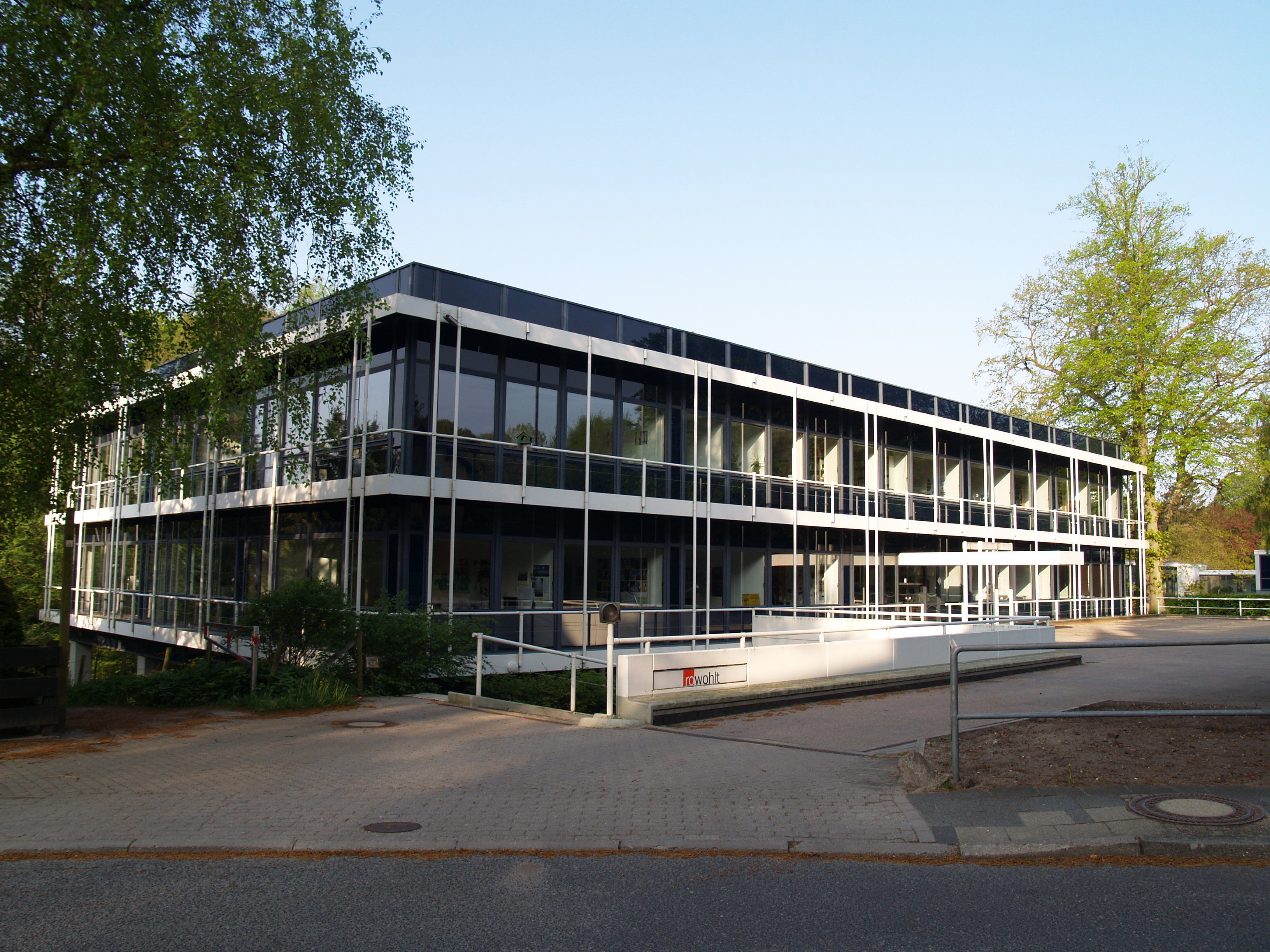
Anbau des Verlagsgebäudes am Völkerspark 11

Am 1. Dezember 1960 starb Ernst Rowohlt und H. M. Ledig-Rowohlt übernahm die mehrheitlichen Verlagsanteile. Er leitete das Haus bis 1982.
Fritz J. Raddatz wurde 1960 Cheflektor und stellvertretender Verlagsleiter unter Ledig-Rowohlt sowie Herausgeber der Taschenbuchreihe rororo-aktuell. 1969 musste er diese Funktion aufgrund der sogenannten „Ballonaffäre“, dem Abwurf von 50.000 im Auftrag von Rowohlt gedruckten Exemplaren der Erinnerungen von Jewgenija Ginsburg über dem Gebiet der DDR, aufgeben. Sein Nachfolger wurde Matthias Wegner.

### rororo Taschenbücher
Seit 1950 machte der preiswerte Rotationsdruck für Taschenbücher den Rowohlt Verlag bekannt. Die Anregung hatte Heinrich Maria Ledig-Rowohlt auf seiner USA-Reise erhalten. Die anfänglichen Publikationen erschienen in Hamburg von 1946 bis 1949 zunächst in einem großformatigen Zeitungsdruck, deren erste Exemplare Ernst Rowohlt mit dem Satz kommentierte: „So was kommt mir nicht ins Haus.“
Die neuen Druckerzeugnisse trugen die Bezeichnung Rowohlt Rotations Romane und die Abkürzung RO-RO-RO. Die ersten vier Titel, die ab dem 15. Dezember 1946 in diesem Format zum Preis von je 50 Reichspfennig erschienen, waren:
- Ernest Hemingway: In einem anderen Land.
- Kurt Tucholsky: Schloß Gripsholm.
- Joseph Conrad: Taifun.
- Alain-Fournier: Der große Kamerad.

Insgesamt erschienen 25 Zeitungsromane in einer Auflage von jeweils 100.000 Exemplaren. Mit der Währungsreform stieg der Preis im Juni 1948 auf 1,00 DM.
Aus dem Zeitungsformat entwickelte der Verlag die neuen Taschenbücher im kleinen Oktavformat. Die Bände sind unter dem Namen rororo bekannt geworden – eine Bezeichnung, die zeitweise zum Synonym für sämtliche Taschenbücher wurde. Zu den ersten Titeln im Jahr 1950 gehörten:
- Band 1: Hans Fallada: Kleiner Mann – was nun?
- Band 2: Graham Greene: Am Abgrund des Lebens.
- Band 3: Rudyard Kipling: Das Dschungelbuch.
- Band 4: Kurt Tucholsky: Schloß Gripsholm.[15]

Den Satz und Rotationsdruck der ersten Auflagen besorgte in Leck die Druckerei Christian Jessen Sohn, aus dem die Großdruckerei Clausen & Bosse entstand. Die Buchbindearbeiten im Lumbeckverfahren erfolgten damals bei der Firma Hans Ehlermann in Verden (Aller). Jene 451 Bände, die bis 1961 gebunden wurden, besitzen als markantes Erkennungszeichen einen schmalen farbigen Leinenrücken. Der Verlag nannte diese Qualität Halbleinenflexibel; der Preis eines Taschenbuches lag um 1950 bei DM 1,50.

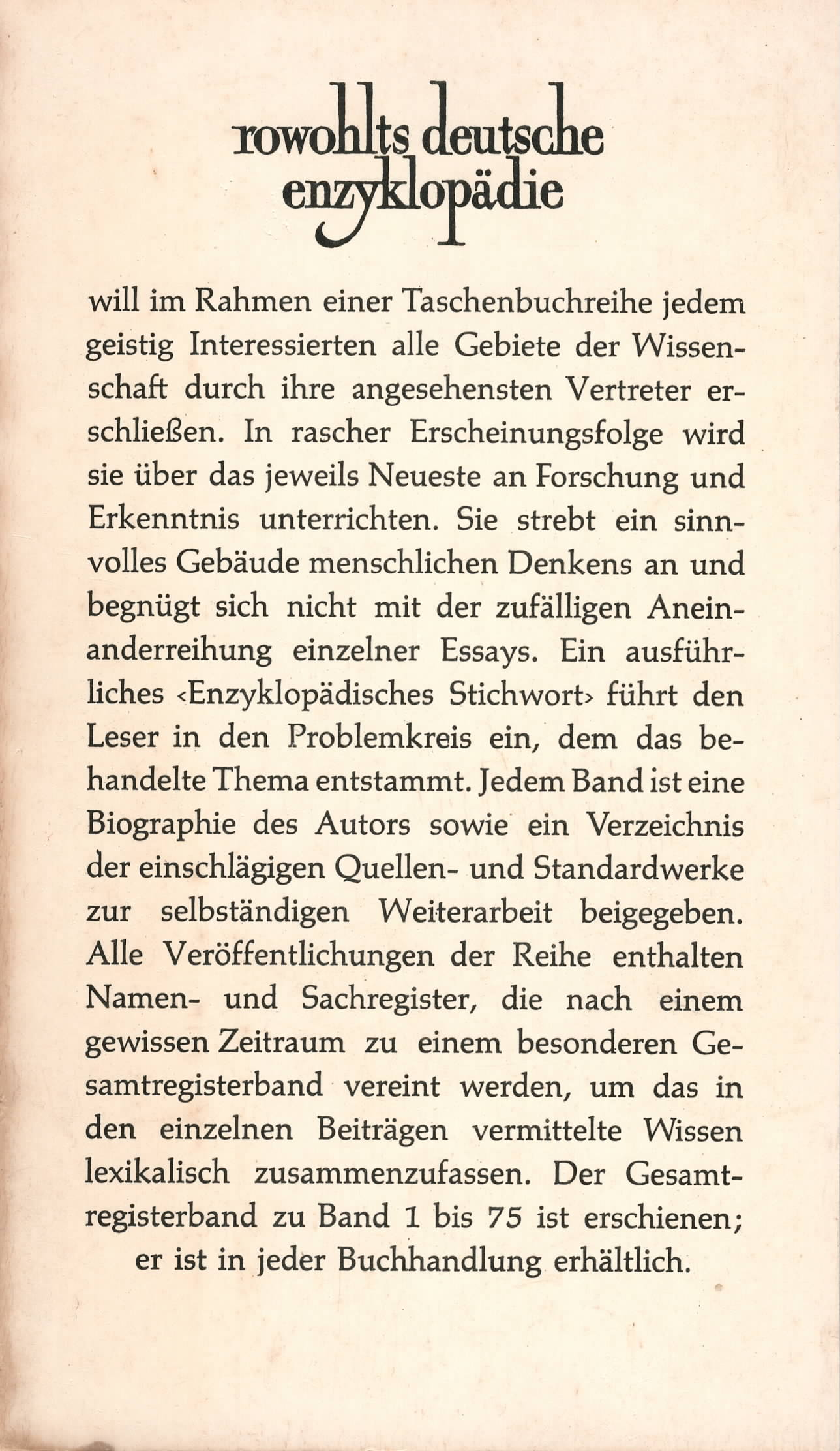
Rückseite der Bände aus rowohlts deutsche enzyklopädie ab 1955

1955 erschien der erste Band der Taschenbuchreihe rowohlts deutsche enzyklopädie (rde), die das Wissen des 20. Jahrhunderts in Form von Stichwörtern abbilden wollte und von Ernesto Grassi herausgegeben wurde. Der letzte Band erschien 1986. Im März 1958 wurde die Biographien-Reihe rowohlts monographien unter der Leitung von Kurt Kusenberg ins Leben gerufen. 2008 sind 640 Titel erschienen. Von 1999 bis Juni 2015 wurden die Titel im Vierfarbdruck angeboten. Seitdem beschränkt sich der Verlag auf den Verkauf noch bestehender Bestände sowie auf Nachdrucke als unbebilderte E-Books.
Alle etwa 1000 Bände der rororo-Thriller-Reihe (erschienen zwischen 1961 und 2000) sind im Online-Archiv von Stephan Wulfhorst dokumentiert.
Zwanzig Jahre lang, von 1963 bis 1983, enthielten die meisten rororo-Taschenbücher eine nichtnummerierte Werbe-Doppelseite: vorn meist ein sehr kurzer Text und eine Karikatur, auf der Rückseite ein längerer Text und der werbende Hinweis auf Pfandbriefe und Kommunalobligationen. Immer passte der Text sowohl zur Buchstelle wie auch zum Geldanlegen. Die meisten dieser Anzeigen haben Claus D. Grupp (für den Text) und die Graphikerin Christa Janik gestaltet. Jahre später haben manche Autoren – wohl aus Nostalgie – besondere Pfandbriefanzeigen in ihren rororo-Bänden angeregt, so Horst Bosetzky 1989 bei Schau nicht hin, schau nicht her und Elke Heidenreich 2005 bei Geschnitten oder am Stück.

## Das heutige Unternehmen
Seit 1982 gehören die Rowohlt Verlage zur Verlagsgruppe Georg von Holtzbrinck. Im August 1984 erwarb die Holtzbrinck-Gruppe die restlichen 33 Prozent an dem Verlag von der New York Times Inc.
Am 22. Dezember 1984 protestierte das Lektorat in einem offenen Brief gegen den designierten Verlagsleiter Michael Naumann, Journalist der Spiegel-Redaktion, da sie erwartet hatten, nach dem Weggang des Verlagsleiters Matthias Wegner den Nachfolger aus den eigenen Reihen, nämlich den Herausgeber der aktuell-Reihe, Freimut Duve, wählen zu dürfen. Naumann trat jedoch sein Amt an und blieb bis zum Jahr 1995 Verlagsleiter. Seine Nachfolge trat Nikolaus Hansen an, am 1. November 1999 kamen Peter Wilfert und Rüdiger Salat als ressortfreie Geschäftsführer hinzu. Verlegerischer Geschäftsführer seit dem 1. Februar 2002 war Alexander Fest, der Autoren und Mitarbeiter seines mit Eintritt ins Unternehmen aufgegebenen Alexander Fest Verlags einbrachte. Fest unterstützte den Verlag weiterhin bis Ende Januar 2022 als „Editor-at-Large“ (ohne festen Verantwortungsbereich). Das Archiv des Alexander Fest Verlags wurde 2022 vom Marbacher Literaturarchiv übernommen.
Ab dem 14. September 2014 war Barbara Laugwitz verlegerische Geschäftsführerin bis zu ihrer Entlassung 2018, ihre Freistellung Ende August 2018 führte zu Autorenprotesten und rechtlichen Auseinandersetzungen. Ihr Nachfolger war seit dem 1. Januar 2019 Florian Illies. Am 24. Januar 2020 wurde bekannt, dass Illies den Verlag im Herbst des Jahres auf eigenen Wunsch verlassen werde, um sich wieder mehr dem Schreiben widmen zu können.  Am 30. Januar kam bereits die Nachricht, dass spätestens zum Juli 2020 Nicola Bartels, zuvor Verlegerin bei der Verlagsgruppe Random House, seine Nachfolge antreten werde.
Im März 2019 verließ der Verlag Reinbek und zog in das Bieberhaus in Hamburg-St. Georg. Er belegt dort das dritte und vierte Stockwerk.
Unter dem Dach von Rowohlt versammeln sich der Rowohlt Verlag, die Imprint-Verlage Wunderlich (seit 1984) und Kindler (seit 2004) im Hardcover-Bereich. Der Rowohlt Taschenbuch Verlag ist unter anderen mit den Reihen rororo, rororo rotfuchs, rowohlts monographien und Polaris vertreten. Neuere Imprints sind Rowohlt Hundert Augen, Rowohlt repertoire und Rowohlt rotation. Seit September 2014 ist der Verlag Rowohlt • Berlin ein eigenständiger Verlag, dessen verlegerischer Geschäftsführer Gunnar Schmidt ist. Ferner sind der Rowohlt Theater Verlag und die Agentur für Medienrechte angeschlossen. Seit 2009 bietet Rowohlt fast alle seiner Publikationen auch als E-Book an (Rowohlt Ebook), außerdem gibt es eine E-Book-only-Reihe.
Das Programm des Rowohlt Verlages unterteilt sich in die Bereiche Belletristik und Sachbuch. Besonders in der Sparte Sachbuch haben sich im Laufe der Zeit etliche Reihen herausgebildet.
Zu den internationalen Schriftstellern des Hauses zählen u. a. Paul Auster, Nicholson Baker, Simone de Beauvoir, Harold Brodkey, Albert Camus, Roald Dahl, Jeffrey Eugenides, Jon Fosse, Jonathan Franzen, Stephen Hawking, Ernest Hemingway, Siri Hustvedt, Denis Johnson, Cormac McCarthy, David Mitchell, Henry Miller, Toni Morrison, Vladimir Nabokov, Harold Pinter, Thomas Pynchon, Philip Roth, José Saramago und John Updike. Deutschsprachige Autoren des 20. Jahrhunderts sowie der Gegenwart sind u. a. Wolfgang Borchert, C. W. Ceram, Gisela Elsner, Hans Fallada, Joachim Fest, Wolfgang Herrndorf, Elfriede Jelinek, Daniel Kehlmann, Georg Klein, Erika Mann, Klaus Mann, Joachim Ringelnatz, Eugen Ruge, Peter Rühmkorf, Margarete Stokowski, Heinz Strunk, Kurt Tucholsky und Martin Walser.
Das umfangreiche Rowohlt-Archiv der Erstauflagen mit etwa 25.000 Bänden wurde im November 2023 der Staatsbibliothek Hamburg übergeben, darunter sind Werke von Franz Kafka (Betrachtung, 1912), Hans Fallada (Kleiner Mann – was nun?, 1932) und Mascha Kaléko (Das lyrische Stenogrammheft, 1933). Eine Ausstellung mit dem Titel Tausend Augen. Die Geschichte des Rowohlt Verlags fand dort vom 15. Januar 2025 bis zum  2. März 2025 statt. Sie bot Einblicke in das Bucharchiv und die Geschichte des Verlags.